# Aire urbaine de Langres
L'aire urbaine de Langres est une aire urbaine française centrée sur la ville de Langres.

## Caractéristiques
D'après la définition qu'en donne l'INSEE, l'aire urbaine de Langres est composée de 35 communes, situées dans la Haute-Marne. Ses 16 536 habitants font d'elle la 294e aire urbaine de France.
3 communes de l'aire urbaine sont des pôles urbains.
En 2015 l'aire urbaine de Langres a perdu 4 communes et compte désormais 14009 habitants.
Le tableau suivant détaille la répartition de l'aire urbaine sur le département (les pourcentages s'entendent en proportion du département) :
| Département | Communes | Communes (%) | Superficie (km²) | Superficie (%) | Population (1999) | Population (%) |
| ----------- | -------- | ------------ | ---------------- | -------------- | ----------------- | -------------- |
| Haute-Marne | 35       | 8,1          | 318,96           | 5,1            | 16 536            | 8,5            |

## Communes
Voici la liste des communes françaises de l'aire urbaine de Langres.
| Code INSEE | Commune                     | Type                  | Département | Superficie (km²) | Population (1999) | Densité (hab./km²) |
| ---------- | --------------------------- | --------------------- | ----------- | ---------------- | ----------------- | ------------------ |
| 52035      | Baissey                     | Commune monopolarisée | Haute-Marne | +0009,97         | +00 000200,       | +00020,06          |
| 52036      | Balesmes-sur-Marne          | Commune monopolarisée | Haute-Marne | +0012,67         | +00 000247,       | +00019,49          |
| 52037      | Bannes                      | Commune monopolarisée | Haute-Marne | +0009,16         | +00 000392,       | +00042,79          |
| 52042      | Beauchemin                  | Commune monopolarisée | Haute-Marne | +0011,92         | +00 000109,       | +0 0009,14         |
| 52062      | Bourg                       | Commune monopolarisée | Haute-Marne | +0007,23         | +00 000151,       | +00020,89          |
| 52070      | Brennes                     | Commune monopolarisée | Haute-Marne | +0009,88         | +00 000149,       | +00015,08          |
| 52090      | Celsoy                      | Commune monopolarisée | Haute-Marne | +0005,42         | +000 00094,       | +00017,34          |
| 52102      | Champigny-lès-Langres       | Pôle urbain           | Haute-Marne | +0006,35         | +00 000443,       | +00069,76          |
| 52105      | Changey                     | Commune monopolarisée | Haute-Marne | +0006,67         | +00 000218,       | +00032,68          |
| 52106      | Chanoy                      | Commune monopolarisée | Haute-Marne | +0002,1          | +00 000107,       | +00050,95          |
| 52108      | Charmes                     | Commune monopolarisée | Haute-Marne | +0006,04         | +00 000124,       | +00020,53          |
| 52115      | Chatenay-Mâcheron           | Commune monopolarisée | Haute-Marne | +0006,1          | +00 000119,       | +00019,51          |
| 52116      | Chatenay-Vaudin             | Commune monopolarisée | Haute-Marne | +0003,72         | +000 00058,       | +00015,59          |
| 52147      | Courcelles-en-Montagne      | Commune monopolarisée | Haute-Marne | +0015,16         | +000 00077,       | +0 0005,08         |
| 52246      | Humes-Jorquenay             | Commune monopolarisée | Haute-Marne | +0015,64         | +00 000601,       | +00038,43          |
| 52269      | Langres                     | Pôle urbain           | Haute-Marne | +0022,33         | +0 0009 586,      | +00429,29          |
| 52280      | Lecey                       | Commune monopolarisée | Haute-Marne | +0007,85         | +00 000204,       | +00025,99          |
| 52292      | Longeau-Percey              | Commune monopolarisée | Haute-Marne | +0007,48         | +00 000669,       | +00089,44          |
| 52312      | Mardor                      | Commune monopolarisée | Haute-Marne | +0007,44         | +000 00054,       | +0 0007,26         |
| 52354      | Noidant-Chatenoy            | Commune monopolarisée | Haute-Marne | +0005,21         | +00 000102,       | +00019,58          |
| 52355      | Noidant-le-Rocheux          | Commune monopolarisée | Haute-Marne | +0016,49         | +00 000194,       | +00011,76          |
| 52362      | Orbigny-au-Mont             | Commune monopolarisée | Haute-Marne | +0009,35         | +00 000162,       | +00017,33          |
| 52363      | Orbigny-au-Val              | Commune monopolarisée | Haute-Marne | +0007,55         | +000 00097,       | +00012,85          |
| 52364      | Orcevaux                    | Commune monopolarisée | Haute-Marne | +0004,22         | +000 00098,       | +00023,22          |
| 52366      | Ormancey                    | Commune monopolarisée | Haute-Marne | +0017,11         | +000 00078,       | +0 0004,56         |
| 52380      | Peigney                     | Commune monopolarisée | Haute-Marne | +0008,22         | +00 000347,       | +00042,21          |
| 52383      | Perrancey-les-Vieux-Moulins | Commune monopolarisée | Haute-Marne | +0017,26         | +00 000262,       | +00015,18          |
| 52384      | Perrogney-les-Fontaines     | Commune monopolarisée | Haute-Marne | +0014,79         | +00 000121,       | +0 0008,18         |
| 52447      | Saint-Ciergues              | Commune monopolarisée | Haute-Marne | +0012,45         | +00 000158,       | +00012,69          |
| 52449      | Saints-Geosmes              | Pôle urbain           | Haute-Marne | +0014,94         | +00 000864,       | +00057,83          |
| 52452      | Saint-Martin-lès-Langres    | Commune monopolarisée | Haute-Marne | +0003,64         | +000 00053,       | +00014,56          |
| 52453      | Saint-Maurice               | Commune monopolarisée | Haute-Marne | +0003,55         | +00 000143,       | +00040,28          |
| 52457      | Saint-Vallier-sur-Marne     | Commune monopolarisée | Haute-Marne | +0006,64         | +00 000138,       | +00020,78          |
| 52515      | Verseilles-le-Bas           | Commune monopolarisée | Haute-Marne | +0001,58         | +00 000104,       | +00065,82          |
| 52516      | Verseilles-le-Haut          | Commune monopolarisée | Haute-Marne | +0002,83         | +000 00013,       | +0 0004,59         |
|            | Total                       |                       |             | +0318,96         | +00016 536,       | +00051,84          |